# Thàbit ibn Mandil
Thàbit ibn Mandil (àrab: ثابت بن منديل, Ṯābit b. Mandīl) fou emir dels Banu Mandil del Chelif.
Era fill del fundador Mandil ibn Abd-ar-Rahman i va donar suport al seu germà Àïd ibn Mandil, assassinant al seu germà comú Muhàmmad ibn Mandil, agafant Àïd ibn Mandil el poder sobre les tribus maghrawa. Però un altre germà, Úmar ibn Mandil aspirava al domini sobre les tribus maghrawes i va aconseguir el suport dels abdalwadites amb el qual va agafar el poder vers 1270. Aid i Thabit van conservar alguns territoris però després d'una campanya abdalwadita el 1273/1274 van optar per vendre Ténès a l'emir abdalwadita Abu-Yahya I Yaghmurassan ibn Zayyan de Tlemcen (1236-1283).
Mort Úmar el 1277/1278, Thàbit va ser reconegut com a cap de les tribus maghrawes encara que es va haver de declarar vassall abdalwadita. Va intentar obtenir Miliana que ara estava en mans abdalwadites en compensació per la cessió de Ténès, però va haver de recórrer a la lluita i després d'uns èxits inicials en què va recuperar Ténès, l'afer va acabar en desastre per a Thabit. L'emir de Tlemcen Abu-Yahya I Yaghmurassan ibn Zayyan no va deixar de castigar la seva revolta i va fer una expedició al Chelif (1283) que va continuar el seu fill Abu-Saïd Uthman I (des de 1284) ocupant Médéa, Mazuna, i Ténès i obligant als maghrawes a refugiar-se a les muntanyes. Thàbit només conservava Brechk i va anar en vaixell al Marroc per demanar ajut als marínides (1294/1295) deixant encarregat del govern al seu fill Muhàmmad ibn Thàbit, que va usurpar el tron.
Thàbit que fou ben acollit al Marroc pel sultà Yússuf ibn Yaqub, va morir a Fes en un desgraciat incident, abans d'haver aconseguit ajut. La seva família fou ben tractada pel sultà que es va casar amb una neta (filla de Ràixid ibn Muhàmmad, al seu torn fill de Muhàmmad ibn Thàbit).